# Локальный правовой обычай
Локальный правовой обычай - разновидность правовых обычаев, регулирующих внутрихозяйственные отношения в  пределах конкретного лица. 
Является источником правового регулирования общественных отношений.

## Признаки
- рассчитан на неоднократное применение;
- сфера применения ограничивается рамками деятельности конкретного хозяйствующего субъекта;
- адресован неопределенному кругу лиц, связанных с производственно-хозяйственными и корпоративными отношениями (внутренние и внешние участники);
- универсален и формируется поведением участников отношений, адаптирован к конкретному хозяйствующему субъекту;
- санкционирован и обеспечен государством;
- должен соответствовать положениямзаконодательства.

## Виды
- производственные обычаи, «производственные привычки»[4][5]:

1. по территории и отрасли экономической деятельности субъекта предпринимательства (индивидуальный предприниматель, организация либо предпринимательское объединение);
2. c учетом географии дислокации производственных единиц организации (филиал, цех, склад, лаборатория и т.д.);
3. отрасли экономики (нефтегазовая, горнодобывающая, финансовая, социальная и т.д.).

- корпоративные обычаи, регулирующие корпоративные процедуры в организации[6]:

1. Кодекса корпоративного управления (письмо Банка России от 10 апреля 2014 г. № 06-52/2463).